# Ramaria altaica
Ramaria altaica är en svampart som beskrevs av Schwarzman & Philimonova 1964. Ramaria altaica ingår i släktet Ramaria och familjen Gomphaceae.   Inga underarter finns listade i Catalogue of Life.